# Archidiecezja Grenady
Archidiecezja Grenady (łac. Archidioecesis Granatensis) – archidiecezja Kościoła rzymskokatolickiego w Hiszpanii. Jest główną diecezją metropolii Grenady. Została erygowana w III w. W 1492 została podniesiona do rangi metropolii.